# Our Time (film)
Our Time è un film del 1974, diretto da Peter Hyams.
Scritto da Jane C. Stanton ed interpretato da Pamela Sue Martin, Parker Stevenson e Betsy Slade, è ambientato in una scuola del Massachusetts per ragazze negli anni '50. Sebbene non sia stato un successo commerciale, è stato apprezzato dalla critica per il suo studio sulla relazione tra i giovani.

## Trama
1955, scuola femminile di Penfield. Le materie del programma variano dal latino all'etichetta, da Shakespeare a hockey su prato. Abigail è una delle nuove ragazze che vengono per conoscere queste e altre materie. Proveniente da una famiglia benestante, spera di essere la migliore studentessa della scuola. Proprio mentre sta iniziando, incontra Michael, un altro studente. Presto i due si innamorano profondamente, ma il loro rapporto viene minato da chi li circonda, portando a difficoltà e tragedia.